# دماسنج جیوه‌ای
دماسنج جیوه‌ای درون شیشه، توسط فیزیکدان دانیل گابریل فارنهایت در آمستردام اختراع شد(۱۷۱۴). این دماسنج شامل یک حباب حاوی جیوه در اتصال با یک لولهٔ شیشه‌ای باریک است. حجم لوله شیشه‌ای بسیار کمتر از حجم حباب، ساخته می‌شود. حجم جیوه به آرامی با دما تغییر می‌کند و این تغییر، ستون باریکی از جیوه را درون لوله به حرکت درمی‌آورد. فضای خالی بالای جیوه درون لوله ممکن است از گاز نیتروژن پر شود یا اینکه یک خلأ جزئی باشد.

## گستره دماسنجی
دماسنج جیوه‌ای می‌تواند گستره دمایی بین ۳۹- تا ۳۵۷ درجه سلسیوس را اندازه‌گیری کند. حداکثر دمای قابل اندازه‌گیری می‌تواند افزایش یابد. وجود نیتروژن در بالای جیوه باعث افزایش فشار سطح جیوه و در نتیجه افزایش نقطه جوش آن می‌شود. در این شرایط گستره دماسنجی می‌تواند تا ۸۰۰ درجه سلسیوس افزایش یابد.

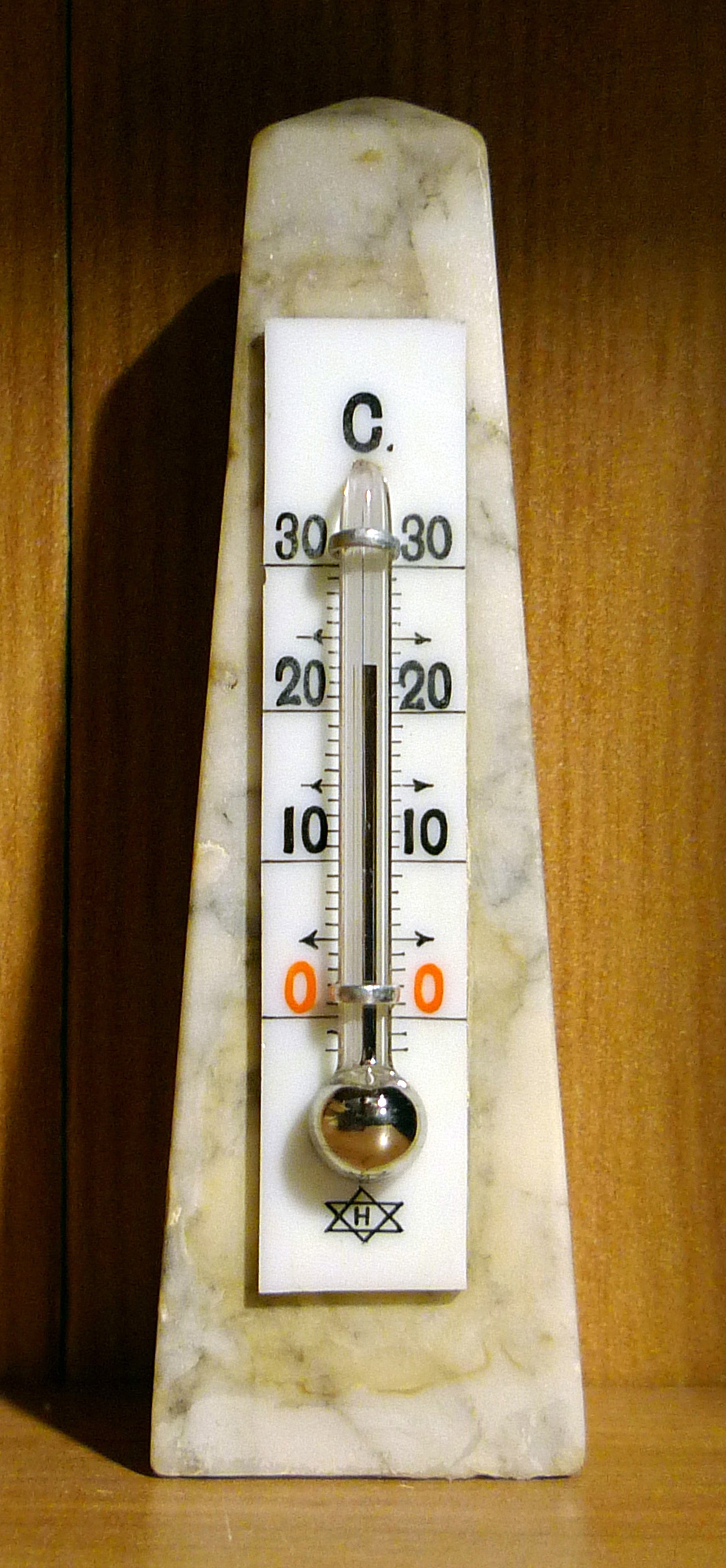
دماسنج جیوه ای